# Mannschaftskader der Chinesischen Mannschaftsmeisterschaft im Schach 2011
Die Liste der Mannschaftskader der Chinesischen Mannschaftsmeisterschaft im Schach 2011 enthält alle Spieler, die in der Chinesischen Mannschaftsmeisterschaft im Schach 2011 mindestens einmal eingesetzt wurden mit ihren Einzelergebnissen.

## Allgemeines
Die Zahl der gemeldeten Spieler war nicht beschränkt. Während die Beijing Patriots mit sechs Spielern auskamen, setzte die Tianjin Nankai University zwölf Spieler ein. Insgesamt kamen 79 Spieler zum Einsatz, von denen 24 alle Wettkämpfe mitspielten.
Punktbeste Spielerin war Ju Wenjun (Shanghai Jianqiao University) mit 14 Punkten aus 18 Partien. Li Chao (Beijing Patriots) erzielte 13 Punkten aus 18 Partien, Shen Yang (Jiangsu Blue Perot) 12,5 Punkte aus 18 Partien.
Walentina Gunina (Qingdao School) gewann bei ihren drei Einsätzen und erreichte damit als einzige Spielerin 100 %.

## Legende
Die nachstehenden Tabellen enthalten folgende Informationen:
- Nr.: Ranglistennummer
- Titel: FIDE-Titel zu Saisonbeginn (Eloliste vom März 2011); GM = Großmeister, IM = Internationaler Meister, FM = FIDE-Meister, WGM = Großmeister der Frauen, WIM = Internationaler Meister der Frauen, WFM = FIDE-Meister der Frauen, CM = Candidate Master, WCM = Candidate Master der Frauen
- Elo: Elo-Zahl zu Saisonbeginn (Eloliste vom März 2011), sofern vorhanden
- Nation: Nationalität gemäß Eloliste vom März 2011; ARM = Armenien, AUS = Australien, CHN = China, HUN = Ungarn, INA = Indonesien, IND = Indien, RUS = Russland, SLO = Slowenien, UKR = Ukraine, USA = Vereinigte Staaten, VIE = Vietnam
- G: Anzahl Gewinnpartien
- R: Anzahl Remispartien
- V: Anzahl Verlustpartien
- Pkt.: Anzahl der erreichten Punkte
- Partien: Anzahl der gespielten Partien
- Elo-Performance: Turnierleistung der Spieler mit mindestens 5 Partien
- Normen: Erspielte Normen für FIDE-Titel

## Beijing Patriots
| Nr. | Titel | Name       | Elo  | Nation | G  | R  | V | Pkt. | Partien | Elo-Performance | Normen |
| --- | ----- | ---------- | ---- | ------ | -- | -- | - | ---- | ------- | --------------- | ------ |
| 1   | GM    | Li Chao    | 2646 | CHN    | 10 | 6  | 2 | 13   | 18      | 2661            |        |
| 2   | GM    | Yu Yangyi  | 2652 | CHN    | 4  | 12 | 2 | 10   | 18      | 2588            |        |
| 3   |       | Xiu Deshun | 2508 | CHN    | 7  | 10 | 1 | 12   | 18      | 2613            |        |
| 4   | GM    | Zhao Xue   | 2495 | CHN    | 8  | 6  | 4 | 11   | 18      | 2426            |        |
| 5   | IM    | Wang Yu    | 2398 | CHN    | 1  | 1  | 4 | 1,5  | 6       | 2154            |        |
| 6   |       | Wang Jue   | 2275 | CHN    | 6  | 2  | 4 | 7    | 12      | 2316            | WIM    |

## Shanghai Jianqiao University
| Nr. | Titel | Name          | Elo  | Nation | G  | R  | V | Pkt. | Partien | Elo-Performance | Normen |
| --- | ----- | ------------- | ---- | ------ | -- | -- | - | ---- | ------- | --------------- | ------ |
| 1   | GM    | Pawel Eljanow | 2691 | UKR    | 1  | 2  | 0 | 2    | 3       |                 |        |
| 2   | GM    | Zhou Jianchao | 2660 | CHN    | 7  | 7  | 4 | 10,5 | 18      | 2579            |        |
| 3   | GM    | Ni Hua        | 2646 | CHN    | 6  | 10 | 2 | 11   | 18      | 2576            |        |
| 4   | IM    | Lou Yiping    | 2446 | CHN    | 2  | 5  | 5 | 4,5  | 12      | 2388            |        |
| 5   |       | Lu Yijie      | 2378 | CHN    | 1  | 1  | 1 | 1,5  | 3       |                 |        |
| 6   | WGM   | Ju Wenjun     | 2519 | CHN    | 10 | 8  | 0 | 14   | 18      | 2544            |        |
| 7   | WGM   | Zhang Xiaowen | 2344 | CHN    | 5  | 5  | 6 | 7,5  | 16      | 2264            |        |
| 8   |       | Ni Shiqun     |      | CHN    | 0  | 2  | 0 | 1    | 2       |                 |        |

## Qingdao School
| Nr. | Titel | Name                   | Elo  | Nation | G | R | V | Pkt. | Partien | Elo-Performance | Normen |
| --- | ----- | ---------------------- | ---- | ------ | - | - | - | ---- | ------- | --------------- | ------ |
| 1   | GM    | Lê Quang Liêm          | 2689 | VIE    | 3 | 3 | 0 | 4,5  | 6       | 2600            |        |
| 2   | GM    | Nguyễn Ngọc Trường Sơn | 2635 | VIE    | 4 | 7 | 1 | 7,5  | 12      | 2648            |        |
| 3   | IM    | Wang Shuai             | 2424 | CHN    | 2 | 4 | 1 | 4    | 7       | 2532            |        |
| 4   |       | Xu Hanbing             | 2378 | CHN    | 0 | 4 | 4 | 2    | 8       | 2264            |        |
| 5   |       | Ma Zhonghan            | 2262 | CHN    | 3 | 8 | 7 | 7    | 18      | 2467            | IM     |
| 6   |       | Wang Tongsen           | 2091 | CHN    | 1 | 0 | 2 | 1    | 3       |                 |        |
| 7   | WGM   | Walentina Gunina       | 2487 | RUS    | 3 | 0 | 0 | 3    | 3       |                 |        |
| 8   | WIM   | Phạm Lê Thảo Nguyên    | 2341 | VIE    | 2 | 5 | 5 | 4,5  | 12      | 2212            |        |
| 9   | WGM   | Hoàng Thị Bảo Trâm     | 2311 | VIE    | 2 | 1 | 0 | 2,5  | 3       |                 |        |
| 10  | WIM   | Gong Qianyun           | 2232 | CHN    | 9 | 5 | 4 | 11,5 | 18      | 2444            | WGM    |

## Shandong Linglong Tyre
| Nr. | Titel | Name           | Elo  | Nation | G | R | V | Pkt. | Partien | Elo-Performance | Normen |
| --- | ----- | -------------- | ---- | ------ | - | - | - | ---- | ------- | --------------- | ------ |
| 1   | GM    | Bu Xiangzhi    | 2677 | CHN    | 7 | 8 | 3 | 11   | 18      | 2614            |        |
| 2   | GM    | Zhao Jun       | 2580 | CHN    | 8 | 4 | 6 | 10   | 18      | 2538            |        |
| 3   | GM    | Wen Yang       | 2545 | CHN    | 5 | 9 | 4 | 9,5  | 18      | 2497            |        |
| 4   | GM    | Hou Yifan      | 2602 | CHN    | 9 | 5 | 0 | 11,5 | 14      | 2659            |        |
| 5   | WGM   | Gu Xiaobing    | 2369 | CHN    | 4 | 7 | 7 | 7,5  | 18      | 2199            |        |
| 6   | WGM   | Wera Nebolsina | 2271 | RUS    | 0 | 0 | 3 | 0    | 3       |                 |        |
| 7   |       | Sun Xinyue     | 2037 | CHN    | 0 | 0 | 1 | 0    | 1       |                 |        |

## Zhejiang International Chess
| Nr. | Titel | Name            | Elo  | Nation | G | R | V | Pkt. | Partien | Elo-Performance | Normen |
| --- | ----- | --------------- | ---- | ------ | - | - | - | ---- | ------- | --------------- | ------ |
| 1   | GM    | Nikita Witjugow | 2729 | RUS    | 0 | 1 | 0 | 0,5  | 1       |                 |        |
| 2   | GM    | Ding Liren      | 2637 | CHN    | 8 | 8 | 2 | 12   | 18      | 2679            |        |
| 3   |       | Lu Shanglei     | 2456 | CHN    | 3 | 9 | 6 | 7,5  | 18      | 2509            |        |
| 4   | IM    | Yu Lie          | 2404 | CHN    | 5 | 7 | 5 | 8,5  | 17      | 2438            |        |
| 5   | GM    | Xu Yuhua        | 2484 | CHN    | 1 | 2 | 3 | 2    | 6       | 2297            |        |
| 6   | WGM   | Ding Yixin      | 2376 | CHN    | 5 | 8 | 5 | 9    | 18      | 2225            |        |
| 7   | WIM   | Wang Xiaohui    | 2218 | CHN    | 2 | 5 | 5 | 4,5  | 12      | 2269            |        |

## Tianjin Nankai University
| Nr. | Titel | Name               | Elo  | Nation | G | R | V | Pkt. | Partien | Elo-Performance | Normen |
| --- | ----- | ------------------ | ---- | ------ | - | - | - | ---- | ------- | --------------- | ------ |
| 1   | GM    | Wang Yue           | 2734 | CHN    | 6 | 9 | 2 | 10,5 | 17      | 2616            |        |
| 2   | GM    | Gabriel Sarkissjan | 2663 | ARM    | 0 | 3 | 0 | 1,5  | 3       |                 |        |
| 3   | IM    | Liu Qingnan        | 2435 | CHN    | 3 | 5 | 4 | 5,5  | 12      | 2476            |        |
| 4   |       | Ma Qun             | 2427 | CHN    | 4 | 7 | 4 | 7,5  | 15      | 2533            | IM     |
| 5   |       | Li Haoyu           | 2386 | CHN    | 2 | 1 | 4 | 2,5  | 7       | 2358            |        |
| 6   | IM    | Anna Musytschuk    | 2537 | SLO    | 0 | 3 | 0 | 1,5  | 3       |                 |        |
| 7   | GM    | Elina Danieljan    | 2506 | ARM    | 4 | 3 | 2 | 5,5  | 9       | 2359            |        |
| 8   | GM    | Hoàng Thanh Trang  | 2459 | HUN    | 0 | 1 | 2 | 0,5  | 3       |                 |        |
| 9   | IM    | S. Vijayalakshmi   | 2431 | IND    | 0 | 0 | 3 | 0    | 3       |                 |        |
| 10  | WGM   | Ning Chunhong      | 2313 | CHN    | 4 | 6 | 3 | 7    | 13      | 2407            |        |
| 11  | WIM   | Xu Tong            | 2217 | CHN    | 0 | 0 | 1 | 0    | 1       |                 |        |
| 12  |       | Cai Jiaying        | 2082 | CHN    | 1 | 0 | 3 | 1    | 4       |                 |        |

## Jiangsu Blue Perot
| Nr. | Titel | Name       | Elo  | Nation | G | R | V  | Pkt. | Partien | Elo-Performance | Normen |
| --- | ----- | ---------- | ---- | ------ | - | - | -- | ---- | ------- | --------------- | ------ |
| 1   | GM    | Zhou Weiqi | 2592 | CHN    | 2 | 4 | 2  | 4    | 8       | 2523            |        |
| 2   | GM    | Xu Yun     | 2486 | CHN    | 1 | 8 | 2  | 5    | 11      | 2468            |        |
| 3   |       | Yu Ruiyuan | 2439 | CHN    | 3 | 8 | 7  | 7    | 18      | 2470            | IM     |
| 4   | FM    | Wei Yi     | 2270 | CHN    | 1 | 5 | 10 | 3,5  | 16      | 2304            |        |
| 5   |       | Xue Dyland | 2219 | USA    | 0 | 0 | 1  | 0    | 1       |                 |        |
| 6   | WGM   | Shen Yang  | 2443 | CHN    | 9 | 7 | 2  | 12,5 | 18      | 2471            |        |
| 7   |       | Guo Qi     | 2331 | CHN    | 6 | 7 | 5  | 9,5  | 18      | 2312            |        |

## Chongqing Mobile
| Nr. | Titel | Name               | Elo  | Nation | G | R | V | Pkt. | Partien | Elo-Performance | Normen |
| --- | ----- | ------------------ | ---- | ------ | - | - | - | ---- | ------- | --------------- | ------ |
| 1   | GM    | Alexander Motyljow | 2678 | RUS    | 7 | 7 | 1 | 10,5 | 15      | 2591            |        |
| 2   | IM    | Gao Rui            | 2435 | CHN    | 2 | 6 | 7 | 5    | 15      | 2404            |        |
| 3   |       | Zeng Chongsheng    | 2426 | CHN    | 1 | 2 | 7 | 2    | 10      | 2291            |        |
| 4   |       | Wang Chen          | 2435 | CHN    | 0 | 8 | 6 | 4    | 14      | 2388            |        |
| 5   | WGM   | Tan Zhongyi        | 2428 | CHN    | 6 | 8 | 4 | 10   | 18      | 2341            |        |
| 6   | WGM   | Huang Qian         | 2394 | CHN    | 5 | 8 | 4 | 9    | 17      | 2349            |        |
| 7   | WGM   | Tian Tian          | 2217 | CHN    | 0 | 0 | 1 | 0    | 1       |                 |        |

## Hebei Air Force Institute
| Nr. | Titel | Name                    | Elo  | Nation | G | R  | V | Pkt. | Partien | Elo-Performance | Normen |
| --- | ----- | ----------------------- | ---- | ------ | - | -- | - | ---- | ------- | --------------- | ------ |
| 1   | GM    | Wang Hao                | 2728 | CHN    | 6 | 11 | 1 | 11,5 | 18      | 2623            |        |
| 2   | GM    | Zhang Pengxiang         | 2577 | CHN    | 5 | 1  | 2 | 5,5  | 8       | 2703            |        |
| 3   | GM    | Zhao Zong-Yuan          | 2564 | AUS    | 1 | 2  | 0 | 2    | 3       |                 |        |
| 4   | GM    | Wang Rui                | 2437 | CHN    | 1 | 5  | 4 | 3,5  | 10      | 2340            |        |
| 5   |       | Wan Yunguo              | 2458 | CHN    | 3 | 7  | 5 | 6,5  | 15      | 2463            |        |
| 6   |       | Wang Doudou             | 2182 | CHN    | 0 | 5  | 8 | 2,5  | 13      | 1977            |        |
| 7   | WFM   | Zhai Mo                 | 2136 | CHN    | 5 | 6  | 7 | 8    | 18      | 2293            |        |
| 8   | WGM   | Irine Kharisma Sukandar | 2350 | INA    | 1 | 1  | 3 | 1,5  | 5       | 2218            |        |

## Chengdu Bank
| Nr. | Titel | Name              | Elo  | Nation | G | R | V  | Pkt. | Partien | Elo-Performance | Normen |
| --- | ----- | ----------------- | ---- | ------ | - | - | -- | ---- | ------- | --------------- | ------ |
| 1   | GM    | Wladimir Malachow | 2704 | RUS    | 5 | 4 | 0  | 7    | 9       | 2736            |        |
| 2   | IM    | Wu Xibin          | 2360 | CHN    | 4 | 4 | 10 | 6    | 18      | 2401            |        |
| 3   | FM    | Chen Fan          | 2345 | CHN    | 4 | 6 | 8  | 7    | 18      | 2449            |        |
| 4   |       | Liu Guanchu       | 2233 | CHN    | 2 | 2 | 5  | 3    | 9       | 2391            |        |
| 5   | IM    | D. Harika         | 2520 | IND    | 3 | 3 | 3  | 4,5  | 9       | 2369            |        |
| 6   |       | Nie Xin           | 1970 | CHN    | 3 | 4 | 9  | 5    | 16      | 2195            |        |
| 7   |       | Ren Xiaoyi        |      | CHN    | 2 | 4 | 5  | 4    | 11      | 2127            |        |